# Schloss Stuppach

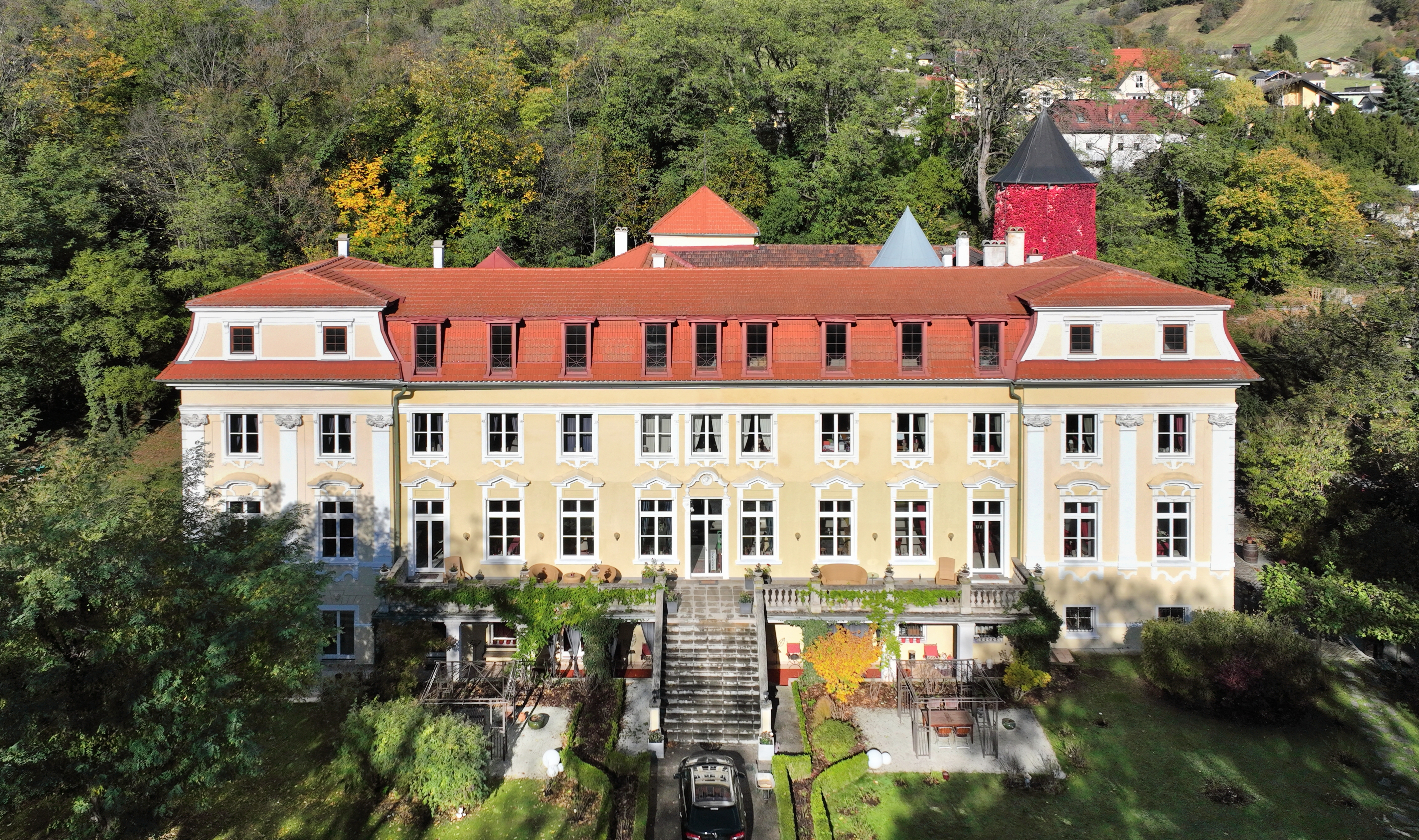
Schloss Stuppach bei Gloggnitz, Niederösterreich

Das Schloss Stuppach ist das Stammschloss der Grafen von Wurmbrand-Stuppach. Es liegt in der Stadt Gloggnitz, Katastralgemeinde Stuppach, in Niederösterreich am Fuße des Semmerings.
Die erste Nennung erfolgte 1130. Der dreigeschoßige Bau erstreckt sich von SW nach NO (41 m Frontlänge) und gehört verschiedenen Bauperioden an. Der Nordteil ab Eingang mit dem 18 m hohen, runden, mit Schlüsselscharten versehenen Eckturm bildet den mittelalterlichen Kern (16. Jahrhundert), der Westteil einschließlich der Kapelle stammt aus der Renaissancezeit (17. Jahrhundert) und der Südteil ist aus der Barockzeit (18. Jahrhundert). Ein- und Zubauten (Terrasse, Altane, Stiegenhaus im Innenhof …) wurden in späterer Zeit vorgenommen. Das Gebäude enthielt rund 50 Räume, worunter zwei Säle waren. Die 36 Zimmer (blaues, rotes, gelbes, grünes…) waren gut ausgestattet.

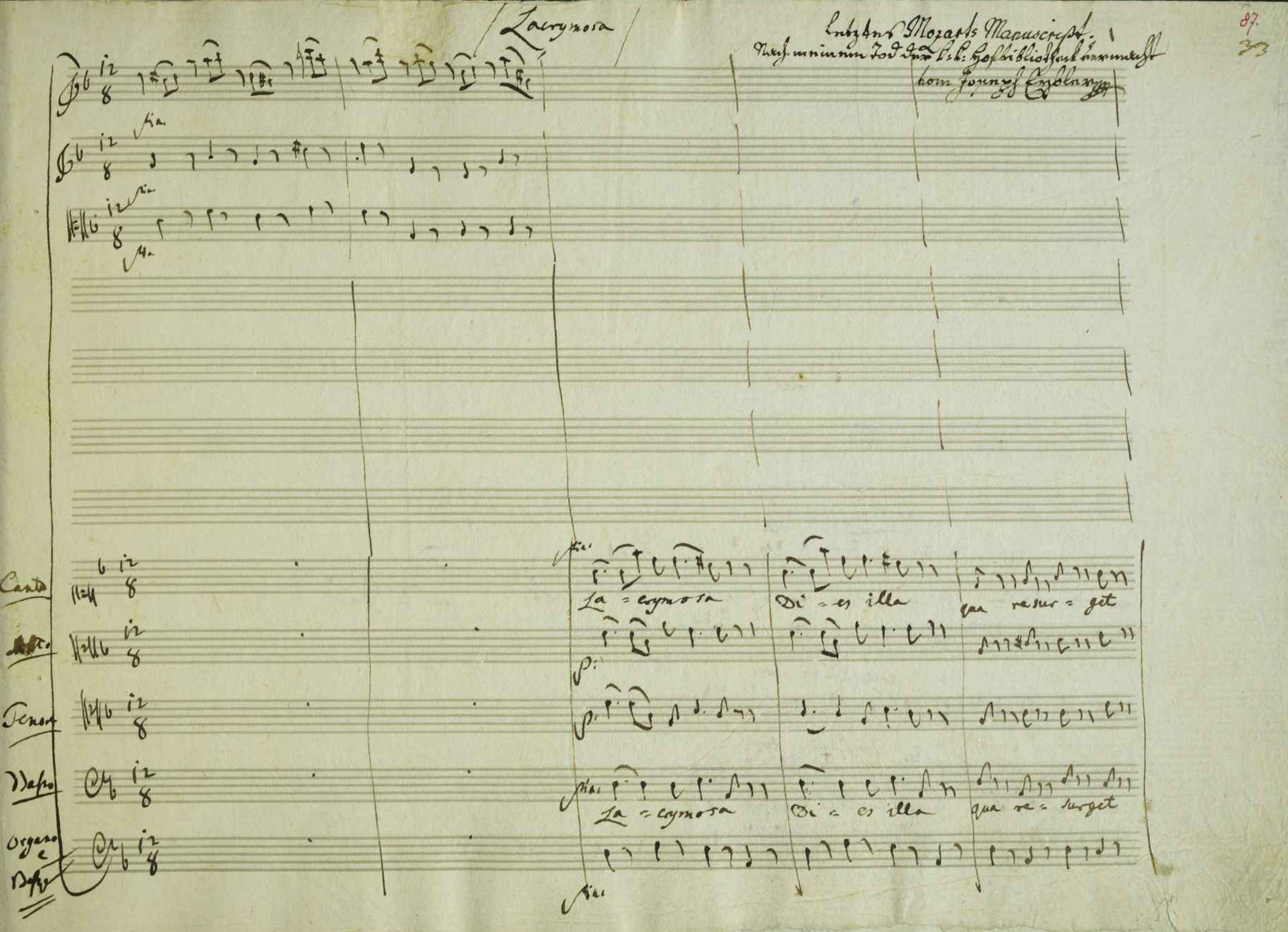
Manuskript des Requiems von Wolfgang Amadeus Mozart (letzte Seite).

Von 1763 bis 1827 lebte auf Schloss Stuppach der Graf Franz von Walsegg, der Wolfgang Amadeus Mozart 1791 mit der Komposition eines Requiems für seine verstorbene Frau beauftragte. Das Resultat war das Mozart-Requiem, eines der bekanntesten und beliebtesten Werke Mozarts. Die Originalpartitur befand sich bis kurz nach dem Tod von Graf Walsegg auf Schloss Stuppach. Heute ist die Originalpartitur in der Österreichischen Nationalbibliothek zu bewundern. Sie gilt als wertvollstes Exponat der Musikaliensammlung.
Mit dem Jahre 1936 setzte der Verfall ein: 1938 beherbergte das Schloss die Gauführerschule der SA. Beim Einmarsch der Sowjetarmee 1945 sollte das Schloss gesprengt werden, was der eingeteilte SS-Mann unterließ, da das oberhalb liegende Dorf wohl teilweise in Mitleidenschaft gezogen worden wäre. Beim Versuch, Dokumente zu verbrennen, wurden sie von den Sowjet-Soldaten überrascht. Danach war die sowjetische Feldbäckerei hier untergebracht, sie steckten das Ofenrohr einfach zum Fenster hinaus. Im Jahre 1946 überheizten sie den Ofen, was einen Brand auslöste und den größten Teil des südlichen Dachstuhles vernichtete und damit das Schloss großteils zur Ruine werden ließ. Die Feuerwehrmänner wurden mit den Worten: „Schloss egal besser Männer gesund!“ nach Hause geschickt. Später wurde das Schloss aufgrund aushaftender Steuern von der Gemeinde requiriert und befanden sich bis zur unten erwähnten Revitalisierung Sozialwohnungen im noch weitgehend erhaltenen Nordtrakt. Die Schlosskapelle an der Westseite wurde noch lange nach dem Bau der Kirche in nächster Nachbarschaft für besondere kirchliche Andachten genutzt, sie hatte ein so genanntes „Notdach“. Das sonst fehlende Dach verursachte den baulichen Verfall, die Mauern tragfähig, aber das Betreten der Dippelbaumdecken lebensgefährlich. Die Revitalisierung zerstörte die erhaltene geschwungene barocke Doppel-Treppe und veränderte die Südfront durch eine neo-historische Terrasse, Treppe, und den Dachausbau.
Schloss und Gut sind seit der Zwangsversteigerung im Jahre 1937 getrennt und haben verschiedene Besitzer. Das heutige Schloss umfasst das revitalisierte und großteils restaurierte Hauptgebäude mit rund 2400 m² sowie einen freistehenden Westflügel (ursprünglich Wassermühle), dessen Restaurierung noch bevorsteht.
Mit der Revitalisierung des Hauptgebäudes wurde in den späten 1980er Jahren begonnen. Hier war 1997 Standort für die Benefizveranstaltung und Welturaufführung des Schauspiels Mozarts Requiem – Spiel um die Entstehungsgeschichte. Seit diesem Zeitpunkt ist Schloss Stuppach auch als „Mozarts letztes Schloss“ bekannt. Der Begriff wurde seitens des österreichischen Fernsehens anlässlich einer Aufzeichnung von Teilen der Veranstaltung geprägt.
Schloss Stuppach entwickelt sich seit der Revitalisierung zunehmend zu einem Standort für Kunst- und Kultur. Es werden regelmäßig Veranstaltungen – insbesondere Salonkonzerte – mit international erfolgreichen Künstlern bzw. Interpreten durchgeführt.
Gegenwärtig wird an der Realisierung eines Großprojektes gearbeitet: Die Geschichte rund um „Mozarts letztes Schloss“.